# Cuiry-lès-Iviers
Cuiry-lès-Iviers és un municipi francès situat al departament de l'Aisne i a la regió dels Alts de França. L'any 2007 tenia 39 habitants.

## Demografia

### Població
El 2007 la població de fet de Cuiry-lès-Iviers era de 39 persones. Hi havia 21 famílies de les quals 9 eren unipersonals (9 dones vivint soles i 9 dones vivint soles), 4 parelles sense fills, 4 parelles amb fills i 4 famílies monoparentals amb fills.
La població ha evolucionat segons el següent gràfic:
Habitants censats

### Habitatges
El 2007 hi havia 22 habitatges, 16 eren l'habitatge principal de la família i 6 eren segones residències. Tots els 22 habitatges eren cases. Dels 16 habitatges principals, 15 estaven ocupats pels seus propietaris i 1 estava llogat i ocupat pels llogaters; 3 tenien tres cambres, 4 en tenien quatre i 9 en tenien cinc o més. 10 habitatges disposaven pel capbaix d'una plaça de pàrquing. A 9 habitatges hi havia un automòbil i a 6 n'hi havia dos o més.

### Piràmide de població
La piràmide de població per edats i sexe el 2009 era:
| Homes | Edats   | Dones |
| ----- | ------- | ----- |
| 0     | 95 o +  | 0     |
| 0     | 90 a 94 | 0     |
| 0     | 85 a 89 | 0     |
| 0     | 80 a 84 | 0     |
| 4     | 75 a 79 | 8     |
| 0     | 70 a 74 | 0     |
| 0     | 65 a 69 | 0     |
| 0     | 60 a 64 | 0     |
| 0     | 55 a 59 | 0     |
| 0     | 50 a 54 | 0     |
| 4     | 45 a 49 | 0     |
| 4     | 40 a 44 | 4     |
| 0     | 35 a 39 | 4     |
| 0     | 30 a 34 | 0     |
| 4     | 25 a 29 | 0     |
| 0     | 20 a 24 | 4     |
| 4     | 15 a 19 | 4     |
| 0     | 10 a 14 | 0     |
| 0     | 5 a 9   | 0     |
| 0     | 0 a 4   | 4     |

## Economia
El 2007 la població en edat de treballar era de 24 persones, 19 eren actives i 5 eren inactives. De les 19 persones actives 16 estaven ocupades (7 homes i 9 dones) i 2 estaven aturades (1 home i 1 dona). De les 5 persones inactives 4 estaven jubilades i 1 estava estudiant.
Activitats econòmiques
Dels 2 establiments que hi havia el 2007, 1 era d'una empresa de comerç i reparació d'automòbils i 1 d'una empresa d'hostatgeria i restauració.
L'únic establiment comercial que hi havia el 2009 era una floristeria.
L'any 2000 a Cuiry-lès-Iviers hi havia 5 explotacions agrícoles que ocupaven un total de 310 hectàrees.

## Poblacions més properes
El següent diagrama mostra les poblacions més properes.